# Une vie comme les autres

Une vie comme les autres (titre original en anglais : A Little Life) est un roman écrit par l'écrivaine américaine Hanya Yanagihara, publié en 2015 par les éditions Doubleday et comptant 1124 pages dans sa version française. Le livre est écrit en 18 mois et malgré la longueur et la violence des thèmes abordés, il gagne rapidement le statut de bestseller. 
Le livre est publié en français en 2018 par le Groupe Libella. Il est traduit de l'anglais par Emmanuelle Ertel.
Le roman aborde de très nombreuses thématiques, parmi lesquelles on retrouve : le passage de l'adolescence vers le monde adulte, les abus sexuels et physiques, l'automutilation , la drogue, le viol, le suicide, le deuil, l'homosexualité, la maladie chronique, les traumatismes, la parentalité, la pédophilie, le handicap, l'amour et les relations humaines. 

## Résumé
Une vie comme les autres raconte la vie de quatre amis de l'université : Willem, l'acteur séduisant qui fait craquer tout le monde ; Malcolm, étudiant en architecture à la carrière prometteuse ; JB, artiste aussi talentueux que cruel et Jude, le soleil noir du groupe. C'est à travers ce dernier que les relations entre les personnages s'approfondissent et se compliquent, tandis que leurs vies professionnelles et sentimentales prennent de plus en plus de place et d'ampleur. Au fil des pages, le passé mystérieux de Jude refait surface, entraînant son entourage à découvrir l'horreur que fût son enfance.
Le livre se divise en sept parties. L'intrigue suit l'ordre chronologique des évènements tout en y intégrant de nombreuses analepses. La narration du roman change de point de vue à de nombreuses reprises. Au commencement, la narration est extra-diégétique et omnisciente : elle se contente de donner le point de vue des quatre personnages principaux. Au fil de l'intrigue, l'histoire se focalise de plus en plus sur le personnage de Jude et la narration se concentre à partager les pensées de ce dernier. Le roman est aussi entrecoupé d'une narration intra-diégétique et écrite à la première personne par le personnage de Harold. 
Le livre se divise en sept parties : 
Partie I. Lispenard Street
Partie II. L'Homme de la Poste
Partie III. Esthéticiens
Partie IV. L'Axiome de l'ensemble vide
Partie V. Les Années de bonheur
Partie VI. Cher camarade
Partie VII. Lispenard Street

## Réception critique
Dans Le Monde, Raphaëlle Lewis dit du roman la chose suivante : « Une vie comme les autres dévoile sa vraie nature : celle d’un roman terrible, douloureusement magnifique, qui va obliger le lecteur à faire une expérience spectaculaire de l’empathie. Ou même de la sympathie, au sens étymologique du terme : sans cesse, on souffre avec Jude, véritable héros du livre... ». 
Dans La Presse, Janie Gosselin fait une critique du roman. « Le roman explore les thèmes de l'identité et de l'amitié masculine, mais aussi de la souffrance, physique et mentale, celle que ni le succès ni le temps ne peuvent apaiser. L'auteure sait garder le lecteur en haleine, avec des retours en arrière, des digressions, des indices semés petit à petit, des personnages attachants et touchants... »
Dans le magazine Diacritik, Christine Marcandier fait l'éloge du roman. « Hanya Yanagihara questionne la limite incertaine de l’amitié et de l’amour, de la vulnérabilité et de la force, elle ausculte ce quatuor comme une entomologiste des relations humaines, puisant la force de son récit dans les failles et exils qui nous (dé)construisent, elle-même sur une ligne complexe : dire sans révéler, tout bâtir depuis les sentiments sans tomber dans le sentimentalisme... »

## Citations tirées du livre
« Mais leur amitié continuait inexorablement son long cours, vaste rivière au débit rapide qui l'avait pris au dépourvu et l'emportait dans son sillage, le menant vers un horizon invisible. À chaque fois qu'il croyait avoir atteint les limites de leur relation, Harold ou Julia ouvrait soudainement les portes d'une nouvelle pièce et l'invitait à y entrer » (p. 210)
« D'autres fois, il se demandait si c'était l'univers qui avait perdu ses couleurs, ou bien ses amis. Quand est-ce que tout le monde s'était mis à tellement se ressembler ? Trop souvent, il lui paraissait que la dernière fois où les gens avaient présenté un quelconque intérêt remontait aux études supérieures. Et puis ceux-ci étaient, lentement mais inéluctablement, devenus comme tous les autres » (p. 420)
« C'était la même chose avec la drogue. Il ne se droguait pas par ferveur ou par hargne, cela ne le rendait pas plus intéressant. Mais parce que ce n'était pas ce que l'on attendait de lui. Aujourd'hui, si l'on considérait sérieusement son activité artistique, on ne se droguait pas. » (p. 432)